# Arrondissement de Frosinone
L'arrondissement de Frosinone est une ancienne subdivision administrative française du département de Rome créée le 15 février 1809 dans le cadre de la nouvelle organisation administrative mise en place par Napoléon Ier en Italie et supprimée le 11 avril 1814, après la chute de l'Empire.

## Composition
L'arrondissement de Frosinone comprenait les cantons de Alatti, Anagni, Ceccano, Ceprano, Ferentino, Filettino, Frosinone, Guarcino, Maenza, Monte San Giovanni Campano, Piperno, Ripi, Supino, Vallecorsa et Veroli.